# 移民与关卡局
移民与关卡局（英語：Immigration and Checkpoints Authority, ICA）是新加坡内政部下轄的法定機構，負責包括移民、護照、國民身分證、公民注册、永久居民、访问许可、签证等相关业务，以及新加坡的邊境管制，确保人员、货物的流通运输是合法的。

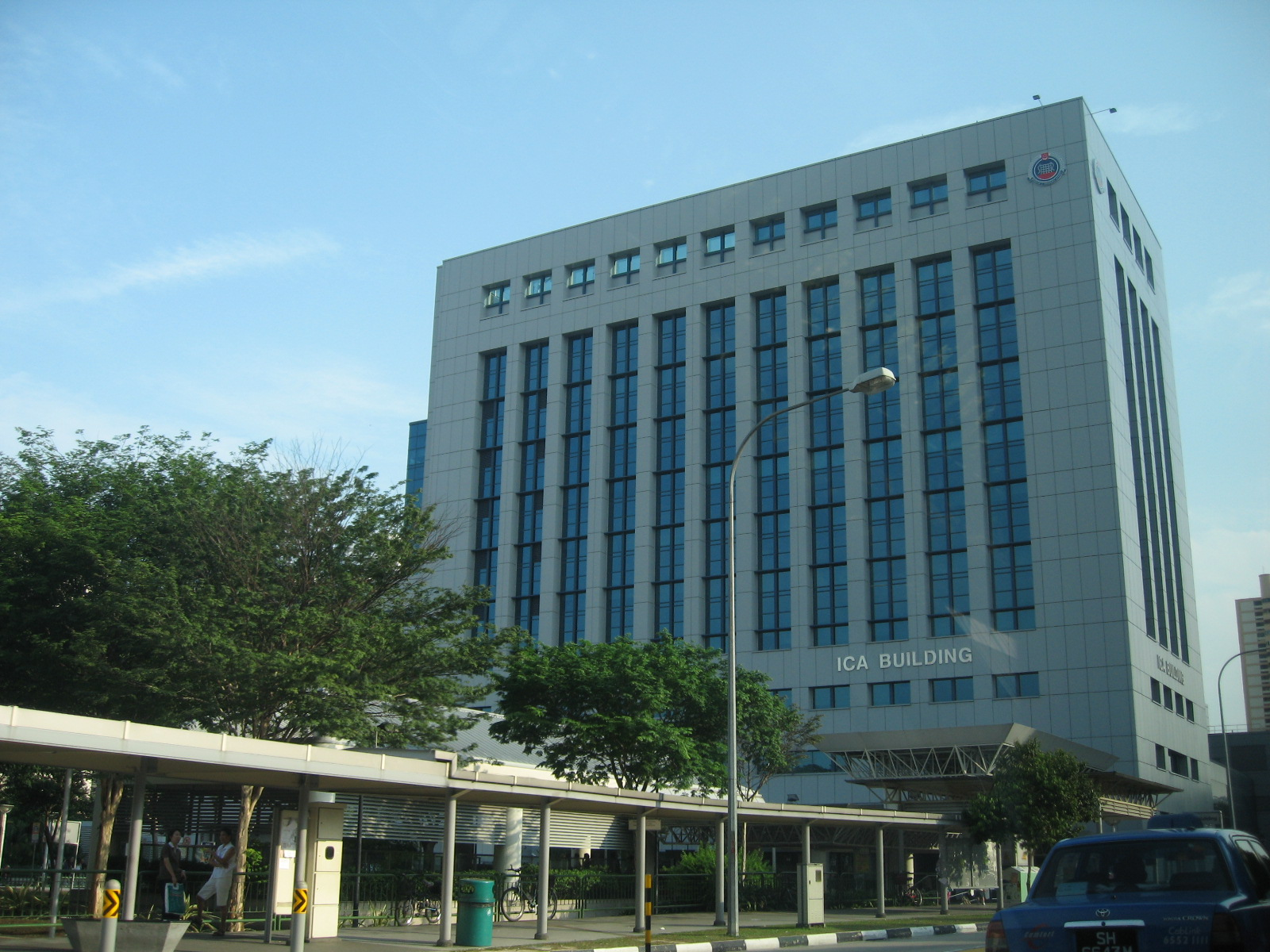
位于加冷路的办公大楼，建于1990年代

移民與關卡局於2003年4月1日由原負責海關和入出國管制的新加坡移民及註冊局（Singapore Immigration and Registration）、海關及關稅局（Customs and Excise Department）重組成立，並直接對內政部負責。

## 裝備
移民与关卡局學員接受訓練時均需要學習槍械及武器使用的訓練，並配備手銬、伸縮警棍及與新加坡警察同樣的巴西製金牛座M85左輪手槍（Taurus Model 85）。